# Шопинский, Яцек
Яцек Шопинский (пол. Jacek Szopiński; род. 5 января 1964, Новы-Тарг, Польша) — польский хоккеист и тренер. Игрок сборной Польши по хоккею с шайбой.

## Биография
Родился в Новы-Тарге в 1964 году. Воспитанник местной хоккейной школы. Выступал за «Подхале» в чемпионате Польши с перерывами с 1982 по 2001 год, провёл в команде 16 сезонов. С 1991 по 1993 год играл в третьей лиге Франции за команду «Морзин-Авориаз», а в сезоне 1996/97 в Польской хоккейной лиге за команду «Катовице». Выступал за сборную Польши по хоккею с шайбой, участвовал в 8 розыгрышах первенства мира, в том числе в 1989 году — в элитном дивизионе. Сыграл 6 матчей на Зимних Олимпийских играх 1988 года, отметился двумя голевыми передачами.
После окончания карьеры несколько сезонов возглавлял «Подхале». В 2013 году возглавил хоккейную команду «Орлик» из Ополе. В 2016 году контракт с тренером не был продлён, и Шопинский покинул команду. Некоторое время был главным тренером команды «Напшуд Янув». В мае 2017 года вернулся в «Орлик». В 2018 году также был назначен помощником главного тренера сборной Польши по хоккею с шайбой.